# Szkoła z Brighton
Szkoła z Brighton – brytyjska formacja reżyserów filmowych, którzy podjęli pionierskie eksperymenty w dziedzinie zastosowania planów filmowych i wielu ujęć w ramach filmów jednorolkowych.
Nazwa formacji pochodzi od ośrodka brytyjskiej kinematografii – Brighton (innym był Hove). Za pioniera szkoły z Brighton uchodzi Robert W. Paul, operator przywiązujący w swych produkcjach szczególną uwagę do budowania ciągłości narracyjnej oraz dramaturgii fabularnej. Według Barry’ego Salta Paul mógł być twórcą pierwszego w dziejach kinematografii filmu dwuujęciowego, No, chodźcież już! z 1898 roku.
Wśród ważnych postaci szkoły z Brighton wymieniani są George Albert Smith i James A. Williamson. Smithowi przypisuje się wynalezienie półzbliżenia (Pocałunek w tunelu, 1899), planu amerykańskiego i detalu (dziesięcioujęciowe Szkło powiększające babuni, 1900). Williamson jest z kolei autorem jednoująciowego wprawdzie, ale zawierającego dynamiczny ruch wewnątrzkadrowy Napadu Bokserów na misję w Chinach (1900). Inne jego dzieło, Wielki kęs (1901), zaprezentowało dynamiczną zmianę planów w jednym ujęciu.
Dokonania szkoły z Brighton, początkowo szerzej nieznane, zostały docenione za sprawą konferencji zorganizowanej w 1978 r. przez Międzynarodową Federację Archiwów Filmowych. Wpływ formacji sięgnął kinematografii francuskiej, amerykańskiej, włoskiej i duńskiej.